# José Vergara Silva
José Martínez de Vergara Silva-Borges o José Vergara Silva (San Agustín de Talca, 4 de septiembre de 1746-Talca, 14 de noviembre de 1810) fue un capitán de milicias y maestre de campo, alcalde y hacendado chileno.

## Primeros años de vida
Hijo de José Miguel Martínez de Vergara y Carbonell y de Antonia de Silva-Borge y Ortiz de Gaete. Fue bautizado el 8 de septiembre de 1746. Hermano del diputado Mateo Martínez de Vergara Silva-Borges.
Contrajo matrimonio con Tránsito de Rojas-Puebla y Ruiz de Urzúa, que testa en San Agustín de Talca el 4 de septiembre de 1793, hija del comisario general Miguel de Rojas Ovalle y de Beatriz Urzúa Gaete. Fueron sus hijos  Ramón,  José Francisco, Carmen, Manuela, Antonia, María Jesús. 
Quedó viudo y se casó en segundas nupcias el 12 de abril de 1803 con Mercedez Moreno León de la Barra, sin dejar descendencia.

## Militar y vida pública
Capitán de milicias y maestre de campo, alcalde de San Agustín de Talca en 1784 y 1787. Rindió información de nobleza aprobada el 24 de diciembre de 1796 (real audiencia, 2167).